# Cucullia argentinoides
Cucullia argentinoides là một loài bướm đêm trong họ Noctuidae.